# Lobelia speciosa
Lobelia speciosa là loài thực vật có hoa trong họ Hoa chuông. Loài này được Sweet mô tả khoa học đầu tiên năm 1833.